# Yong Sports Academy
Yong Sports Academy de Bamenda w skrócie Yong Sports Academy de Bamenda – kameruński klub piłkarski grający w kameruńskiej pierwszej lidze, mający siedzibę w mieście Bamenda.

## Sukcesy
- Puchar Kamerunu[1]:
  - zwycięzca (1): 2013.

## Występy w afrykańskich pucharach
| Sezon | Rozgrywki           | Runda   | Kraj    | Klub                 | Dom | Wyjazd | Dwumecz |
| ----- | ------------------- | ------- | ------- | -------------------- | --- | ------ | ------- |
| 2014  | Puchar Konfederacji | wstępna | Kongo   | FC Kondzo            | 3–1 | 0–2    | 3–3     |
| 2017  | Puchar Konfederacji | wstępna | Etiopia | Defence Force SC     | 2–0 | 0–1    | 2–1     |
| 2017  | Puchar Konfederacji | 1       | Tunezja | Club Sportif Sfaxien | 1–1 | 0–5    | 1–5     |

## Stadion
Domowe mecze klub rozgrywa na stadionie o nazwie Stade Municipal Mankon w Bamendzie. Stadion może pomieścić 5000 widzów.

## Reprezentanci kraju grający w klubie
Stan na lipiec 2023.
| - Junior Awono - Fernando Bongnyang - Nkesi Hosea - Stéphane Meyoupo - Ghislain Mogou - Yves Alain Moukoko | - Brillant Nformi - Yvan Ngansop - Mark O’Ojong - Adoum Defallah - Roméo Otodjibaye - Yassan Ouatching |